# Ortobruco Tour
Ortobruco Tour è una montagna russa presente nel parco divertimenti di Gardaland, della tipologia junior coaster/Brucomela, il più lungo al mondo.
Questa attrazione, un esemplare di caterpillar coaster, fu inaugurata nel 1991. Inizialmente c'era solo la parte destra del percorso, ma nel 1993 il tracciato venne allungato utilizzando lo spazio a sinistra, dove in precedenza era ospitato il vecchio tendone del cinema 3D. Questa attrazione si colloca nell'area tematica del Luna Park.

## Restauri
- 2013: il percorso viene tematizzato con dei frutti giganti arrivati dal Gardaland Water Park.
- 2014: i treni dell'attrazione vengono ridipinti di arancione (precedentemente erano gialli) e la fila d'attesa viene coperta.
- 2017: riverniciatura completa del tracciato con nuovi colori: rosso, giallo e verde acido.